# Сахту Дене и Метис свеобухватни споразум о потраживању земљишта
Сахту Дене и Метис свеобухватни споразум о потраживању земљишта (енгл. Sahtu Dene and Metis Comprehensive Land Claim Agreement) је свеобухватан споразум о имовинском захтеву између Круне са Канадске стране и Денеа и Метиса у области Сахту на северозападним територијама, са друге стране.
Споразум су 6. септембра 1993. године у Тулити (тада званој Форт Норман) потписали шефови племена Сахту Дене, председници Метиса, министар за индијска питања и премијер северозападних територија, који је постао званичан ефективно од 23. јуна 1994. године. Споразум је модеран уговор који је заштићен чланом 35 устава Канаде.
Споразум укључује признавање власништва Сахту Денеа и Метиса над 41.437 км² земљишта у долини реке Макензи. Ово укључује подземна или минерална права на 1.813 км² земљишта.
Влада Канаде се сложила да преговара о споразумима о самоуправи на основу заједнице до заједнице са пет Сахту заједница у Колвил Лејку, Форт Гуд Хоуп, Тулита, Делин и Норман Велс.
Заједнице „Сахту Дене” и „Метис” примили су неопорезиву уплату од 75 милиона (1990. долара) у периоду од 15 година. Они примају удео у годишњим приходима од ресурса од развоја у долини Мекензи према споразуму, укључујући удео у хонорарима за нафту и гас Норман Велса.
Преговарачки услови у вези са производњом нафте из 1944. године према Споразуму о доказаној области Норман Велса налазе се у Поглављу 9.
Сахту Дене и Метис задржавају ексклузивно право на замкарење и право на лов и пецање на целој површини од 280.238 квадратних километара која укључује Велико медвеђе језеро.